# Anould
Anould – miejscowość i gmina we Francji, w regionie Grand Est, w departamencie Wogezy.
Według danych na rok 1990 gminę zamieszkiwało 2960 osób, a gęstość zaludnienia wynosiła 122 osób/km² (wśród 2335 gmin Lotaryngii Anould plasuje się na 149. miejscu pod względem liczby ludności, natomiast pod względem powierzchni na miejscu 108.).

## Współpraca
- Schöneck, Niemcy